# Lupinus sufferrugineus
Lupinus sufferrugineus är en ärtväxtart som beskrevs av Henry Hurd Rusby. Lupinus sufferrugineus ingår i släktet lupiner, och familjen ärtväxter. Inga underarter finns listade i Catalogue of Life.